# Khleangs
Khleangs là hai ngôi đền bằng đá nằm về phía Đông của kinh thành Angkor Thom, thuộc cố đô Siêm Riệp, Campuchia thuộc di tích Angkor. Khleangs nằm ở phía sau mười hai tòa tháp Prasat Suor Prat và cách nhau bằng tuyến đường nhựa dẫn từ cổng Chiến Thắng vào khu vực kinh thành Angkor Thom. Tuy cùng mang một tên, thế nhưng cả hai đều mang kiến trúc tương tự nhau.

## Kiến trúc
Cả hai tháp đều được xây dựng theo trục Bắc-Nam. Tuy nhiên, cả hai tháp đều không được xây dựng trong cùng một thời gian. Bắc Khleang được xây dựng trong thời vua vua Jayavaraman và Khleangs phía Nam (Khleang Nam) lại được xây dựng thời vua Suryavarman I. Tuy nhiên, cả hai tháp đều được xây dựng tương tự nhau, mặc dù Khleang Nam hơi hẹp hơn. Kiến trúc của cả hai tháp Khleangs đều tương đối đơn giản. Phần chính yếu của đền chỉ gồm có hai phần chính: lintels và một trung tâm Kala. Hai công trình này là hai công trình tiên phong cho việc mở đầu cho kiến trúc đền tháp, theo kiểu đặt tên cho kiểu xây dựng này là Khleangs, hai công trình sau này được xây dựng theo phong cách này, đó chính là Phimeanakas và Ta Keo.

## Miêu tả
Hai Khleangs được xây dựng đối diện Sân Voi, và nằm đằng sau những Prasat Suor Prat và cùng hướng. Khleang có nghĩa là nơi tiếp nhận, tuy nhiên, chức năng của 2 tháp này cho đến giờ các nhà khoa học vẫn chưa biết rõ chức năng của nó. Có thể, nó được sử dụng như là nơi tiếp nhận các vụ tranh chấp hay giải quyết trước khi đưa ra các tháp Prasat Suor Prat
Khleang Bắc được xây dựng bằng gỗ ở dưới thời vua Rajendravarman II và sau đó xây dựng lại bằng đá dưới thời vua Jayavaraman V, có lẽ trước khi xây dựng các khu vực phía Nam Khleang.

## Tình trạng
Cả hai di tích Khleangs Bắc và Nam đều bị đổ nát cùng chung số phận với Hoàng Cung Angkor Thom. Tuy nhiên, cả hai di tích đều rất được du khách viếng thăm.